# Оружие Эйч
Оружие Эйч (англ. Weapon H), также Халкомаха (англ. Hulkverine), ранее Эйч-Альфа (англ. H-Alpha), настоящее имя Клэйтон Кортес (англ. Clayton Cortez) — вымышленный персонаж, появляющийся в комиксах издательства Marvel Comics. Персонаж был создан сценаристом Грегом Паком и художником Майком Деодато. Впервые появился в комиксе Totally Awesome Hulk #21 в сентябре 2017 года в виде человека до трансформации. В виде Оружия Эйч появился в комиксе Totally Awesome Hulk #22 в октябре 2017 года.
Оружие Эйч представляет собой гибрид Халка и Росомахи, которым в результате научного эксперимента стал бывший профессиональный военный. Гибрид должен был стать сверххищником, идеальным убийцей, подчиняющимся любым приказам, но вышел из-под контроля и сбежал, стремясь к уединённой жизни и покою, однако игнорировать нуждающихся в защите людей не мог. Персонаж получил сольную серию комиксов Weapon H в марте 2018 года. Оружие Эйч попал в список 10 объединённых (англ. mash-up) персонажей Марвел, которые круче оригиналов по версии CBR.

## Создание и публикации
24 февраля 2017 года главный редактор Marvel Comics Аксель Алонсо выложил в своём твиттере изображение гибрида Халка и Росомахи в резервуаре с надписью «Чан Эйч» (англ. Batch-H), подписав «Under construction» («В процессе создания»). Оригинальный концепт-арт Оружия Эйч от Майка Деодато младшего был представлен 14 июля 2017 года. Первое изображение Халкомахи, выложенное в твиттере Алонсо, было использовано в качестве обложки первой части кроссовера серий «Оружие Икс» (англ. Weapon X) и «Невероятно крутой Халк» (англ. The Totally Awesome Hulk), вышедшей в августе 2017 года. Кроссовер получил название «ОМП: Оружие Мутанского Поражения» (англ. W.M.D.: Weapon of Mutant Destruction) и состоял из шести частей, которые, начиная со второй части, выходили в рамках серий «Оружие Икс» и «Невероятно крутой Халк», а также двух номеров пролога. Номера ОМП по порядку: The Totally Awesome Hulk #19 (пролог), Weapon X Vol 3 #4 (пролог), Weapons of Mutant Destruction Alpha #1, Totally Awesome Hulk #20, Weapon X Vol 3 #5, Totally Awesome Hulk #21, Weapon X Vol 3 #6, Totally Awesome Hulk #22. Клэйтон был показан до трансформации в качестве одного из подопытных в номере Totally Awesome Hulk #21 (в четвёртой части ОМП), а в виде Оружия Эйч появился лишь в последней части серии — Totally Awesome Hulk #22.
5 октября 2017 года редактор Ник Лоу на стенде Нью-Йоркского комик-кона объявил о том, что для Оружия Эйч запланирована сольная серия комиксов. Ник Лоу не раскрыл состав творческой команды серии, также не было представлено никакой дополнительной информации о сюжете или дате выхода. 21 ноября 2017 года было официально сообщено, что сценаристом сольной серии Оружия Эйч будет выступать его создатель Грег Пак (известный по сюжету «Планета Халка»), художником — Кори Смит (известный по серии X-Men: Blue); обложка первого номера была проиллюстрирована Лейнилом Ю; релиз серии был намечен на март 2018 года.
В конце октября 2017 года был выпущен сборник в мягкой обложке Weapons Of Mutant Destruction, включающий Weapons Of Mutant Destruction: Alpha #1, Weapon X #5-6, The Totally Awesome Hulk #20-22.
Оружие Эйч выступал в качестве одной из центральных фигур сюжета «Охота на Оружие Эйч» (англ. The Hunt for Weapon H) из пяти частей в рамках серии Weapon X Vol 3 #7-11, вышедшей в качестве непосредственного продолжения ОМП для команды Старика Логана и для Оружия Эйч.
Персонаж получил сольную серию комиксов Weapon H в марте 2018 года. Грег Пак, Кори Смит и редактор Даррен Шан вместе занимались разработкой особенностей персонажа и сюжета серии, в интервью для Marvel.com 2 января 2018 года Кори Смит отмечал свою значительную вовлечённость в процесс создания истории персонажа, вовлечённость, которой не было в проектах, над которыми он работал раньше. По словам Смита, авторы хотели, чтобы Оружие Эйч вписался во вселенную Марвел особым образом, отличающимся от того, как это сделали Росомаха или Халк, но при этом персонаж перенял некоторые черты и сценарии поведения от обоих героев. О ранней вовлечённости художника в процесс создания персонажа также говорил и Грег Пак в интервью для CBR 12 декабря 2017 года. Тогда же сценарист анонсировал, что история будет развиваться в одном направлении в первых пяти выпусках, а затем последует вторая сюжетная арка, которая всё изменит. С первого номера на обложке каждого выпуска сольной серии (кроме #11) появляется изображение армейского жетона с буквой «Эйч» и кодом 10020 6019. CBR назвали первого злодея серии (Ур-Вендиго) «идеально подходящим тематическим злодеем» (англ. "the perfect thematic villain"), поскольку именно с вендиго сражались Халк и Росомаха во время своей первой встречи в комиксе The Incredible Hulk #181 в 1974 году.
Начиная с шестого выпуска серии Weapon H, место Кори Смита на посту иллюстратора занял Арио Аниндито, с восьмого выпуска — Гуйу Виланова.
На обложке и первой странице Weapon H #11 отдана дань памяти Стэну Ли.
Сольная серия Оружия Эйч была выпущена в двух сборниках в мягкой обложке: Weapon H Vol. 1: AWOL (ноябрь 2018, выпуски 1-6) и Weapon H Vol. 2: War for Weirdworld (апрель 2019, выпуски 7-12).
14 ноября 2018 года была анонсирована ограниченная серия комиксов из трёх номеров Hulkverines («Халкомахи») с участием Логана и Брюса Бэннера. Выход первого номера был назначен на 20 февраля 2019 года. Сценаристом минисерии стал Грек Пак, художниками — Арио Аниндито (номера 1 и 3) и Гуйу Виланова (номер 2). В июне 2019 года был выпущен сборник в мягкой обложке Hulkverines, включивший в себя три выпуска одноимённой серии, а также выпуск Totally Awesome Hulk #22.
В мае—июне 2019 года персонаж наряду с многими другими героями принял участие в глобальной сюжетной арке War of the Realms: появился в эпизоде выпуска War of the Realms #3 и в War of the Realms Strikeforce: The War Avengers (в рамках одного и того же события). Оружие Эйч был изображён на обложках выпусков War of the Realms #5, #6 и War of the Realms Strikeforce: The War Avengers.

## Вымышленная биография
Из прошлого Клэйтона Кортеса известно не много. В детстве он страдал от грубого отношения отца, в юности отсидел в тюрьме и вдохновлённый образом Капитана Америки пошёл в армию. Клэйтон служил в спецназе ВМС США, позже стал работать в частной военной компании «Иглстар», в синем отряде. На одном из заданий — по зачистке Уханки в Западной Африке, жители которой пытались саботировать нефтепроводы корпорации «Роксон» из-за загрязнения колодцев, — Клэй сорвался и начал стрелять по своим. В подготовку солдата было вложено слишком много денег, поэтому Клэя не убили, его контракт продали Страйкеру, а его самого отдали доктору Альбе.

### Предыстория: ОМП
Возрождённая секретная программа «Оружие Икс» под руководством Страйкера планирует уничтожить всех мутантов, и для этого создаёт адамантиевых киборгов, совмещая в них силы определённых мутантов. Организуя нападения, учёные последовательно получают и используют пленённую Леди Смертельный Удар, фрагмент плоти Старика Логана, значительную часть тканей Саблезубого, пленённого Тропу Войны и образец крови Халка. «Оружие Икс» постепенно улучшают киборгов и начинают создавать их из людей, завербованных Страйкером в его церкви человеческого потенциала. Добровольцам удаляют мозг, дают кибернетические тела и улучшают за счёт ДНК мутантов, чьи образцы были собраны. Тем временем доктор Альба, проводящая эксперименты в секторе Эйч, близка к основной цели — к созданию совершенного хищника. После получения всех нужных образцов и проведения достаточного количества неудачных экспериментов Альба использует одного из добровольцев Страйкера, чтобы создать из него Халка-киборга с когтями, как у Росомахи, оставив подопытному только часть мозга, контролирующую злобу — образец получает имя Эйч-Бета. Клэйтон становится единственным подопытным, не разделяющим убеждения Страйкера, и единственным, кому оставили бо́льшую часть мозга для сохранения навыков, — он получает имя Эйч-Альфа. Амадей Чо объединяется с Логаном, Саблезубым и Домино, из лаборатории «Оружия Икс» под нефтяной вышкой «Роксон» в Мексиканском заливе они спасают Тропу Войны и Леди Смертельный Удар, после чего все вместе отправляются на обнаруженную Амадеем базу противника — биотехнологическую компанию «Серенити Индастриз» в Техасе. С прибывшей командой Логана и Халком сражаются киброги и неудачные эксперименты доктора Альбы, пока заканчивается инкубация образцов Эйч-Альфа и Эйч-Бета. Примечательно, что Халкомахой впервые был назван образец Эйч-Бета — прозвище придумала Домино. Позже она же назвала так Эйч-Альфа. Первой закончилась инкубация Эйч-Бета, и он вступил в бой с Халком. Выпущенный Эйч-Альфа, вместо того, чтобы подчиниться приказам доктора Альбы, отсёк голову Эйч-Бета и сбежал.

### Охота на Оружие Эйч
Команда Старика Логана (в составе: сам Логан, Саблезубый, Леди Смертельный Удар, Тропа Войны, Домино) выслеживает Оружие Эйч, Халкомаха побеждает всех мутантов, нанося каждому урон по уровню его сил (в частности Оружие Эйч практически не атаковал Домино, лишённую исцеляющего фактора). Команда мутантов, к которой присоединяется новая Росомаха, продолжает идти по следу Оружия Эйч. Страйкер с оставшимися в его распоряжении силами и с доктором Альбой также желает найти своё создание, дабы вернуть над ним контроль. Обрывочные воспоминания приводят Оружие Эйч к домику в горах — к одной из конспиративных квартир «Иглстар», где Клэйтона находит доктор Альба. В разговоре она наклоняется к уху Клэя, якобы чтобы открыть ему некие сведения, и использует спрятанный во рту мини-шприц с нанитами, с помощью инъекции которых вводит Клэйтона в своеобразный гипноз, подчиняя его себе. Альба принуждает Оружие Эйч сокрушить Страйкера, который оказывается киборгом, после чего, дабы преодолеть сильные моральные принципы Клэя, заставляет его видеть во всех окружающих людях её саму и отправляет его убивать всех жителей Финикса. Команда Логана прибывает на место и пытается остановить Оружие Эйч, который вновь побеждает мутантов. Лора Кинни чувствует от Халкомахи тот же запах, что исходит изо рта доктора Альбы и разгадывает её уловку с мини-шприцами. Домино использует аналогичный шприц в качестве дротика, чтобы освободить Клэя. Оружие Эйч покидает город. Логан следует на базу «Иглстар», где находит множество выведенных из строя солдат и Клэйтона. Логан выясняет, что Клэй не собирался возвращать себе воспоминания, он лишь хотел уничтожить все упоминания о его жене и детях, чтобы уберечь их. Оружие Эйч уходит.

### Weapon H
События сольной серии начинаются через несколько недель или месяцев после последней встречи Оружия Эйч с командой Старика Логана. Слух о Халкомахе распространяется среди людей, однако далеко не все верят в него. Клэйтон движется по стране, направляясь на север, стараясь оставаться незаметным, однако его моральные принципы и ситуации, в которые он попадает, вынуждают Клэя использовать свои силы для защиты невинных. Клэйтон срезает подушечки своих пальцев, чтобы не оставлять отпечатков, однако они тут же отрастают заново. В дикой местности Аляски Клэйтон пытается помочь археологической экспедиции, но сталкивается с усиленной версией вендиго — Ур-Вендиго, созданной в качестве эксперимента компанией «Роксон», — спасая от него него доктора Эллу Стерлинг. В схватку вмешивается Доктор Стрэндж, и его топором Ангарруумуса Оружие Эйч разрубает выросшего до гигантских размеров Ур-Вендиго изнутри. Доктор Стрэндж проникает в сознание Клэйтона, желая узнать, что им движет, и проецирует образ его жены Сони, который видит также Элла Стерлинг. Оружие Эйч велит ей и Стрэнджу держать информацию в тайне и уходит. Запись прошедшей схватки увидел Дарио Эггер, глава компании «Роксон», и заинтересовался Оружием Эйч. В поисках новых источников энергии «Роксон» создали портал в Дивный Мир, где обнаружили магической энергии достаточно, чтобы снабжать всю Землю в течение миллиона лет, а также монстров, желающих уничтожить любого человека, до которого смогут добраться, так что Эггер решает нанять Оружие Эйч для зачистки. За ним отправляют кибернетически модифицированного небесного кита аканти F-10, управляемого брудом, небесных акул-брудов и волков-брудов, позднее копию Лешего, усиленного с помощью ДНК Грута. Во время боя с Лешим в национальном парке Редвуд Клэйтона независимо друг от друга находят его жена Соня Санг и доктор Элла Стерлинг. Желая их защитить, Оружие Эйч сдаётся в плен. В главном офисе «Роксон» Дарио Эггер пытается договориться с Клэйтоном, а после отказа велит удалить ему весь мозг и имплантировать контроллер, однако с помощью Сони и Эллы, пробравшихся в офис, Оружие Эйч сбегает, освобождает Лешего и бруда-пилота по имени Блейк. Дарио Эггер снова предлагает Оружию Эйч работать на него за солидное вознаграждение. Из портала вырываются драконы Дивного Мира, обладающие способностью к мимикрии скруллов, — скруллдаггеры. Оружие Эйч, Леший и Блейк вынуждены вступить с ними в бой, и вскоре к ним присоединяется Капитан Америка. После боя Кэп просит Клэйтона согласиться на предложение Эггера, так как подозревает, что ситуация серьёзнее, чем выглядит, и хочет всё выяснить. Из портала появляется Корг и сообщает о сотрудниках «Роксон», запертых в бункере в Дивном Мире. Оружие Эйч соглашается помочь в их спасении и заключает контракт с «Роксон». Дарио Эггер навязывает команде ещё двух участников: Титанию и женщину по имени Ангел, в прошлом работавшую на ЩИТ. Оружие Эйч, Корг, Леший, Блейк, Титания и Ангел проходят через портал, где встречают воинственный народ Инаку и узнают, что «Роксон» пленили их королеву — Моргану ле Фэй, чтобы выкачивать из неё магическую энергию. Моргана раскрывает истинную личность Ангел — ею оказывается Чёрная Вдова, использовавшая голограф для изменения внешности, — и околдовывает своими речами Оружие Эйч. Тот освобождает ведьму и попадает под её магический контроль, нападая на своих союзников. Дарио Эггер признаётся, что всё происходящее изначально было им продумано, и активирует бомбу, которая должна взорваться, если скруллдаггеры и Оружие Эйч не будут уничтожены с помощью накопленной в адамантиевом кристалле магической энергии Морганы. Соня Санг выводит Клэйтона из-под магического контроля, Оружие Эйч переносит через портал Эггера и заставляет его отключить бомбу. После Эггер трансформируется в Минотавра и пытается сражаться с Морганой, её войском и с Оружием Эйч, получает ранения и вынужденно покидает Дивный Мир вместе со всеми остальными. Портал закрывается. Дарио Эггер выполняет условия контракта и выплачивает всем участникам обещанные деньги. На новой машине Клэйтон с женой покидает город. Дарио Эггер действительно не планирует нарушать контракт, в котором обговаривалась безопасность семьи Клэйтона, однако о безопасности самого Клэйтона речи не шло, и Эггер решает, что против Оружия Эйч следует направить Халка и Росомаху.
В рамках сюжета мини-серии Hulkverines («Халкомахи») к Клэйтону Кортесу, проводящему время с женой и детьми, по отдельности являются Брюс Бэннер и Логан со стремлением устранить опасность, исходящую от Оружия Эйч. За Халком следует Лидер, сбежавший с Теневой Базы, а за Логаном — доктор Альба. Два злых гения встречаются и решают действовать сообща, в то время как Клэйтон, Логан и Бэннер догадываются, что вся ситуация была кем-то подстроена, и объединяются. Альба и Лидер похищают Логана и Бэннера и с помощью наноботов превращают обоих в безумных Халкомах. Оружие Эйч вступает с ними в схватку и натравливает их на двух злых гениев, однако Альба забирает у Логана и Бэннера наноботов, безуспешно пытаясь подчинить с их помощью Оружие Эйч. Лидер и Альба вынуждены отступить. Клэйтон возвращается к семье.
В рамках глобальной сюжетной арки War of the Realms Капитан Америка связывается с Оружием Эйч, и тот примыкает к команде Мстителей Войны (англ. War Avengers). В составе команды — наряду с Капитаном Марвел, леди Сиф, Веномом, Дэдпулом, Капитаном Британия, Зимним Солдатом и Чёрной Вдовой — Оружие Эйч сражается с тёмными эльфами и ледяными великанами в разных точках Мидгарда.

## Силы и особенности
Оружие Эйч возник в результате эксперимента, направленного на создание идеального убийцы, сверххищника. Внешне он выглядит как гибрид Халка и Росомахи, однако при его создании также были использованы ДНК Саблезубого, Леди Смертельный Удар, Тропы Войны и Домино.[к1]
Клэйтон полностью контролирует свои трансформации в Оружие Эйч и обратно.[к2] Оружие Эйч обладает огромными физической силой, скоростью, выносливостью и устойчивостью, сравнимыми с таковыми самого Халка. Одним прыжком он может преодолевать расстояние как минимум в 14 километров. Оружие Эйч демонстрировал характерный для Халка хлопок, с помощью которого потушил обширный лесной пожар, одним ударом сбивал громадного небесного кита аканти. Крик Оружия Эйч способен, как минимум, сбить человека с ног или привести к значительным разрывам одежды. Его кожа крайне прочна, но может быть рассечена с помощью адамантия.[к3]
Исцеляющий фактор Оружия Эйч представляет собой совокупность биологического исцеления, полученного от Росомахи, Халка, Саблезубого, Тропы Войны, и технологического исцеления, осуществляемого наноботами, взятыми от Леди Смертельный Удар. Исцеляющий фактор действует не только при нахождении в облике Оружия Эйч (в отличие от Халка), но так же и в человеческом облике.
Неизвестно, в какой степени Оружие Эйч позаимствовал животную физиологию Росомахи и Саблезубого, но его обоняние значительно сильнее человеческого. Халкомаха демонстрирует это, по запаху определяя принадлежность вяленого мясо вендиго и разоблачая маскировку драконов из Дивного Мира, аналогичную таковой скруллов, а также утверждает, что может распознавать ложь с помощью обоняния.
Скелет Оружия Эйч покрыт адамантием с использованием технологии наноботов Леди Смертельный Удар. Именно благодаря наноботам при трансформации достигается изменение объёма костей в соответствии с объёмами тела. Адамантий делает скелет почти неразрушимым, но значительно увеличивает его вес. У Оружия Эйч имеются шесть выдвижных адамантиевых когтей, аналогичных таковым у Росомахи. Когти могут быть использованы Клэйтоном и в человеческой форме, при этом они являются имплантами, полностью состоящими из адамантия, в отличие от когтей Логана. Кроме того, Оружие Эйч обладает способностью выстреливать когтями из кисти. При трансформации в Оружие Эйч на теле появляются адамантиевые выросты: по два на каждом плече, по одному в области каждого локтя, два над лопатками и по три на каждой голени. На данный момент Оружие Эйч не демонстрировал возможности скрывать их и пока активно не использовал в бою.
Оружие Эйч, предположительно, обладает и другими не проявившимися на данный момент способностями тех мутантов, чья генетическая информация была использована для его создания. На это указывал и Кори Смит (художник и соавтор первых выпусков сольной серии комиксов об Оружии Эйч) в интервью для Marvel.com 2 января 2018 года: «Честно говоря, его силы тоже всё ещё остаются в некотором роде загадкой для него» (англ. "Honestly, his powers are still kind of a mystery to him, too").
По словам Грега Пака (создателя Оружия Эйч и сценариста сольной серии комиксов о нём), Клэйтон является идеальным оружием именно потому, что может контролировать свою невероятную силу благодаря своей воинской дисциплине. Грег Пак позже уточнил, что силы Оружия Эйч не связаны с его эмоциями, как у прочих Халков, и это важное различие.
Сам Клэйтон — бывший «морской котик», позже работавший наёмником в частной военной компании «Иглстар». По словам Страйкера, Клэй был лучшим наёмником «Иглстар». Энсон Дэвис, также работавший на «Иглстар», говорил, что Клэй может убить человека шестью разными способами за три минуты. Он обучен плаванью в любых условиях, рукопашному бою, владению огнестрельным оружием, ориентированию на местности. Кроме того, рекрутов синего отряда «Иглстар» обучают боевым техникам четырёх разных континентов и трёх разных планет. Уровень подготовки Клэйтон наглядно продемонстрировал, в прямом противостоянии вырубив шесть вооружённых бойцов «Иглстар», не имея никакого оружия, не трансформируясь и не выпуская когти. Достоверно известно, что Оружие Эйч применял в бою элементы таких техник и приёмов как: крав-мага, джиу-джитсу, приём сакааранцев (англ. sakaaran hiver maneuver), хаос берсерка (англ. berserker mayhem).

## Критика
Западные критики встретили первые шаги нового персонажа в его сольной серии достаточно благожелательно, российские — напротив, прохладно и даже негативно. Авторы рецензий англоязычных порталов называли Халкомаху безумной идеей, больше похожей на шутку, которая не должна была сработать, но на удивление сработала, указывали на достаточное количество веселья в происходящем, и даже называли Weapon H (на момент выхода трёх выпусков) одним из самых приятных продолжающихся комиксов, но отмечали, что начало истории, хоть и стало на удивление хорошим, не представляет ничего особенно оригинального. Авторы рецензий русскоязычных порталов заметили, что Грег Пак подошёл слишком серьёзно к несерьёзной идее, назвали начало сольной серии Оружия Эйч «странной попыткой превратить в высказывание то, что должно быть просто бессмысленным весельем», отметили отсутствие новых идей и наличие в начале истории Клэйтона (Weapon H #1) лишь множества старых клише.
После получения сольной серии Оружие Эйч попал в список 10 объединённых (англ. mash-up) персонажей Марвел, которые круче оригиналов по версии CBR.